# 社格
社格（しゃかく）とは、神社の格式。祭政一致に基づき、朝廷などにより定められる。

## 上古社格制度
天津社
天津神を祀る神社。
国津社
国津神を祀る神社。

## 古代社格制度

### 官社（式内社）
国家の保護を受けた神社は、全て「官社」と呼ぶことができるが、通常は、朝廷より祈年祭班幣を受ける神社のことを言う。この制度の始まりは明らかではないが、大宝元年（701年）の大宝律令によって規定された。古代において、どの神社が官社であったのかは断片的にしか明らかではないが、律令時代末期の法令『延喜式』（延長5年（927年））が現存しており、ここに官社リストが掲載されている。
『延喜式神名帳』に記載されている神社を式内社（しきないしゃ）といい、『延喜式』の時代に明らかに存在していても延喜式神名帳に記載されていない神社を式外社（しきげしゃ）という。式内社は2861社が記載されている。これらは当時朝廷から重視された神社であることを示している。式内社には、古より霊験が著しいとされる「名神」を祀る神社が全て含まれており、それらを名神大社（名神大）という。『延喜式』の時代には、官社制度はすでに充分に機能していなかったと言われているが、「式内社」は、後世、格式高い神社であることを示す社格として非常に重視された。
官幣社は神祇官より奉幣を受ける神社で、国幣社は国司より奉幣を受ける神社である。それぞれに大・小の格が定められている。当初は全て神祇官から直接奉幣を受けていたが、遠国の神社についてはそこへ行くまでに時間がかかるため、国司が代理で行うようになり、官幣社・国幣社の別ができた。ただし、遠国であっても重要な神社は官幣社となっていた。
社格の順は以下の通り。
- 官幣大社 - 304座198所（『延喜式神名帳』記載、以下同様）
- 国幣大社 - 433座155所
- 官幣小社 - 188座375所
- 国幣小社 - 2207座2133所

### 国史見在社
国史見在社（こくしげんざいしゃ）は、六国史に記載のある神社のことである。国史現在社・国史所載社とも言う。ただし、「六国史」に見える神社はほとんどが式内社であるため、通常は式外社について用いる。格式高い神社として、後世になって特別視された。

## 中世社格制度

### 一宮
一宮は国で一番有力な神社。国司が任国に赴任したときに神拝といって任国内の神社を巡拝しなければならなかった。その中でもっとも有力な神社を一宮と呼ぶようになり、一番初めに参拝し、国によっては二宮、三宮も存在した。明確な規定はなく神社の盛衰によるため時代によって異なる。平安時代後期から、地方より始まり、やがて畿内でも定められた。

### 総社(惣社)
国司の神拝の際、任国内の神社を巡拝してまわるには手間がかかるので、国府の近くに神社をまとめて合祀した。それが総社(惣社)である。

### 国司奉幣社
国司奉幣社は各国の国内神名帳に記載のある神社。国内神名帳は、国司が神拝する際に参拝する神社のリスト。ただし、これは一部の国のものしか現存せず、現存しているものも多くが写本や抄本のため、正確な実体や総数などは分からない。

### 二十二社
二十二社（明神二十二社）は国家の一大事に朝廷が奉幣した有力神社の22社。

## 近代社格制度
近代社格制度とは、明治維新の後、延喜式による社格にならって新たに作られた社格制度である。第二次世界大戦後、GHQによる神道指令によって廃止された。 →詳細は近代社格制度を参照のこと。
近代社格制度の社格の順は以下の通り。
- 神宮（伊勢神宮）（最尊貴の神社として社格制度の対象外とされた）
- 官国幣社（官社）
  - 官幣大社 - 62社[4]
  - 国幣大社 - 6社
  - 官幣中社 - 26社
  - 国幣中社 - 47社
  - 官幣小社 - 5社
  - 国幣小社 - 44社
  - 別格官幣社 - 28社
- 諸社（民社）
  - 府社・県社・藩社 - 1148社
  - 郷社 - 3633社
  - 村社 - 44934社
- 無格社（神社明細帳に記載されている（存在が公認されている）が、社格を有しない神社） - 59997社

上記の近代社格制度とは別に、以下の制度が定められた。
- 勅祭社
- 東京十社（準勅祭社）
- 内務大臣指定護国神社-（護国神社のうち、政府の保護を受けたもの）

## 現代の制度
戦後に神社が国家管理を離れると社格制度も廃されたため、現代では社格というものは存在しない。ただし、古代以降の制度上の呼称が社格のようなものとして扱われる場合がある。「式内社」や「一宮」がその例であり、また近代社格制度における社格が「旧社格」として表される場合である。
その他包括宗教法人である神社本庁の場合、包括している神社の中から撰定した別表神社や、各都道府県神社庁によって独自に定められた制度上の呼称があり、いずれも事務手続きにおいて他の神社と異なる扱いを要するものとして位置付けられているに過ぎないが、これらが1種の社格のように捉えられる場合もある。